# Lasioglossum comagenense
Lasioglossum comagenense is een vliesvleugelig insect uit de familie Halictidae. De wetenschappelijke naam van de soort is voor het eerst geldig gepubliceerd in 1964 door Knerer & Atwood.